# الزيتون في فلسطين

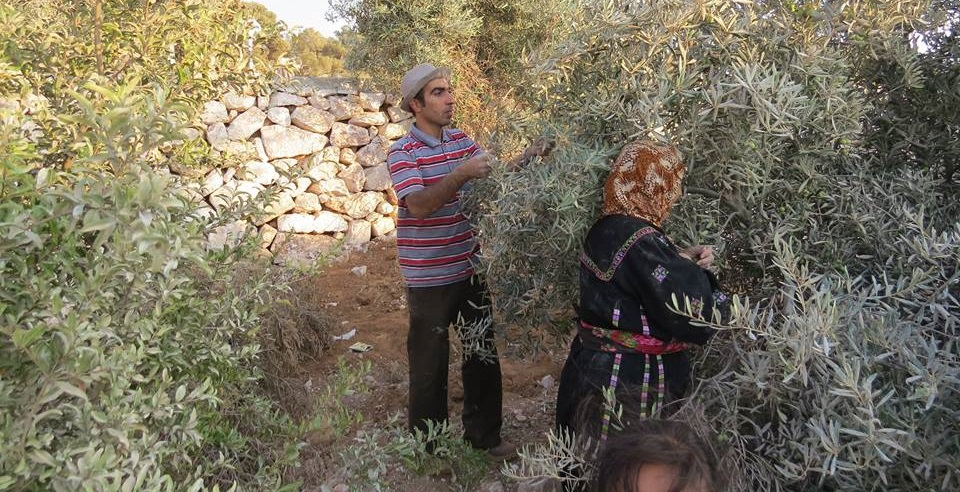
موسم قطف الزيتون في فلسطين ، 2014

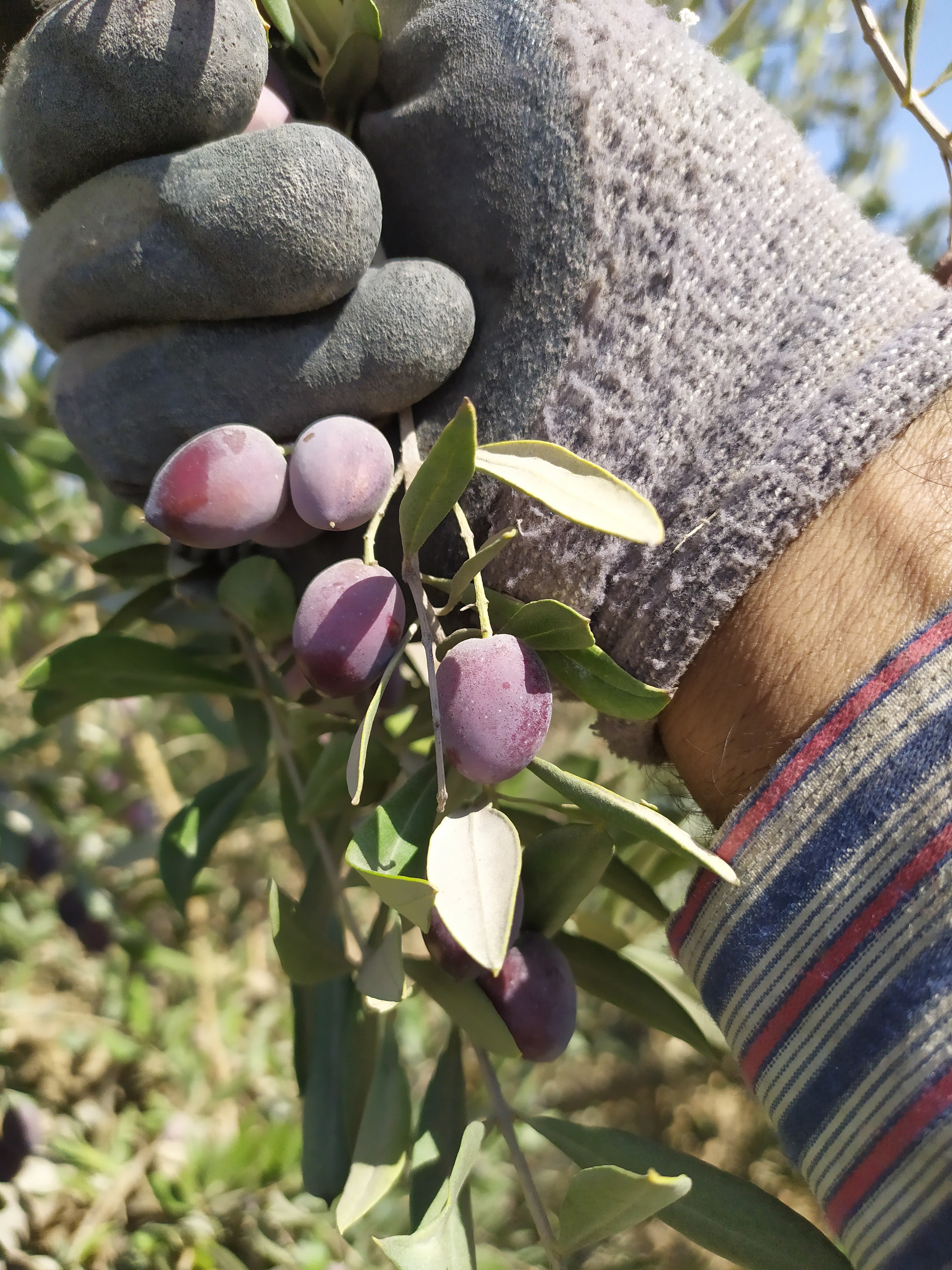
قطف ثمار الزيتون يدوياً، من أفضل طرق القطاف المتبعة منذ القدم

أشجار الزيتون هي المحاصيل الزراعية الرئيسية في الأراضي الفلسطينية، حيث تزرع  في الغالب لإنتاج زيت الزيتون. وتشير التقديرات إلى أن إنتاج الزيتون تمثل 57٪ من الأراضي المزروعة في الأراضي الفلسطينية المحتلة ويوجد 7.8 مليون شجرة زيتون مثمرة في عام 2011. في عام 2014، عُصِر ما يقدر بـ 108,000 طن من الزيتون والتي  تنتج 24700 طنا من زيت الزيتون والتي  ساهمت بمبلغ 10900000 دولار. ويوجد حوالي 100,000 أسرة تعتمد على الزيتون دخلًا أساسيًا.

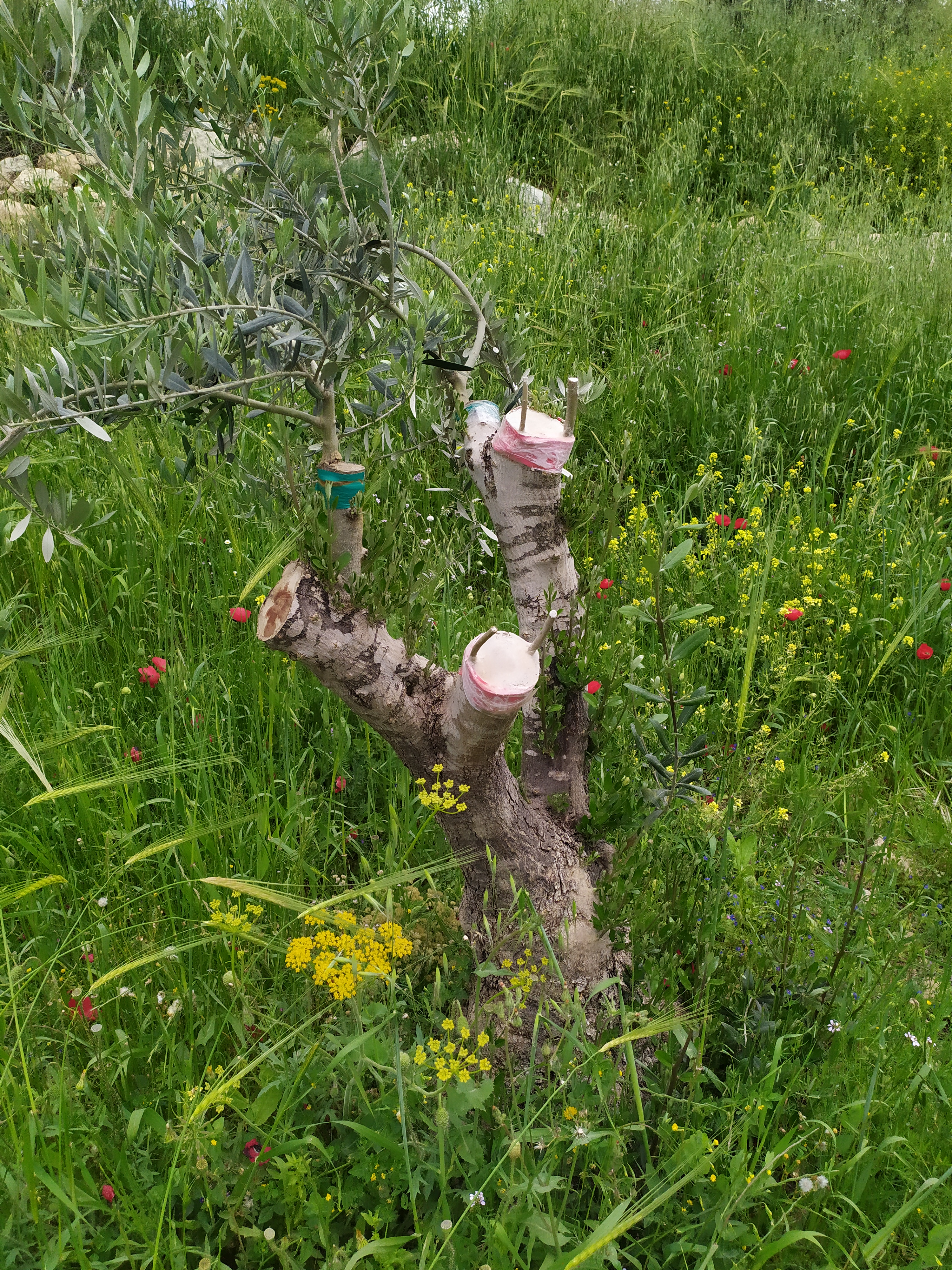
تطعيم أشجار الزيتون بالقلم بأصناف جيدة للحصول على إنتاج أفضل

ينظر إلى شجرة الزيتون من قبل العديد من الفلسطينيين باعتبارها رمزا للقومية وإرتباط الشجرة بالأرض الفلسطينية، وخصوصا بسبب نموها البطيء وطول العمر. 
أصبح تدمير أشجار الزيتون الفلسطينية سمة  للصراع  الإسرائيلي الفلسطيني، مع تقارير منتظمة تتحدث عن الضرر من قبل المستوطنين الإسرائيليين.

## التاريخ

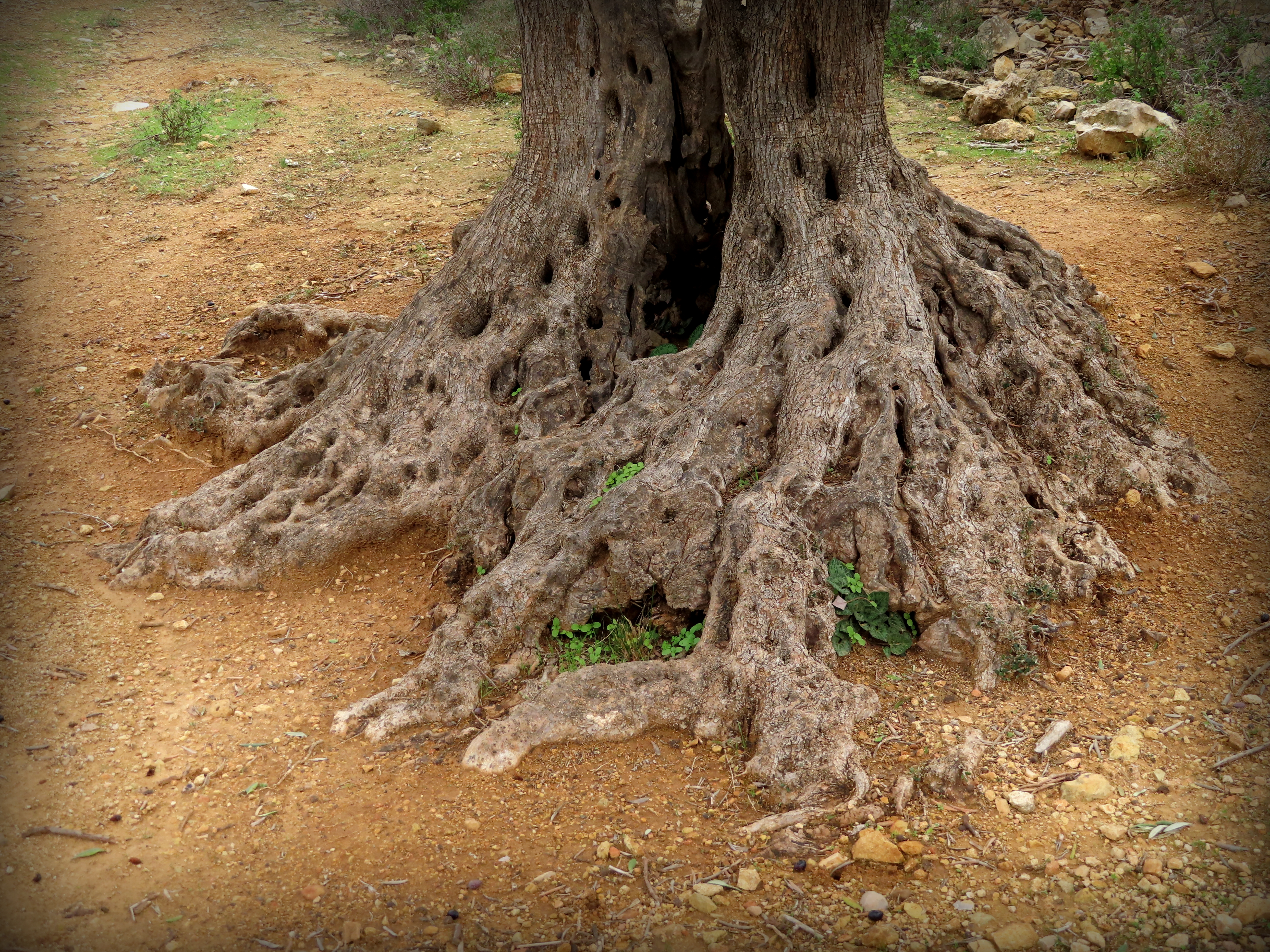
جذور شجرة زيتون قديمة غرب رام الله

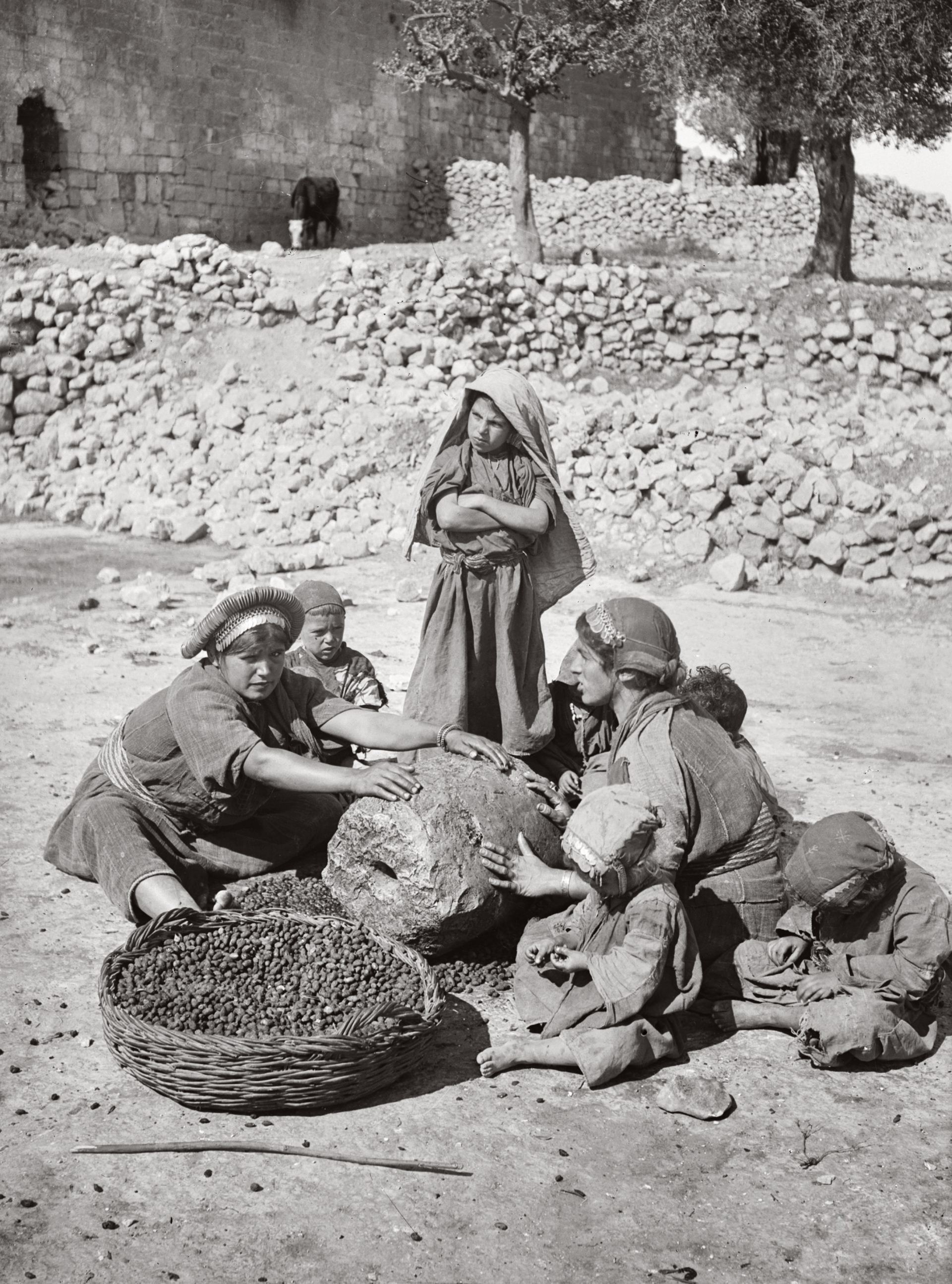
نساء يعصرن الزيتون قبل 1920.

بدأت زراعة أشجار الزيتون في المنطقة منذ آلاف السنين حيث عثر على مكتشفات عائدة إلى العصر النحاسي تشير إلى العديد من بساتين الزيتون وطرق عصره لإنتاج الزيت، وتحديداً بين 3600 قبل الميلاد إلى 3300 قبل الميلاد. أصبح الزيتون سلعة تجارية في العصر البرونزي حيث يُعتقد أن سفينة أولوبورون التي عثر عليها قبالة السواحل التركية محطمة، يُعتقد أنها كانت تحمل على متنها زيتوناً أُحضر من فلسطين.
تعتبر شجرة الزيتون ذات أهمية في الديانات الكبرى الثلاث في المنطقة - اليهودية والمسيحية والإسلام - حيث أشارت الكتب العبرية إلى الزيتون رمزًا للازدهار، وجزءًا من بركات أرض الميعاد، كما اعتبر جبل الزيتون ذا أهمية كبرى في العهد الجديد. استخدم زيت الزيتون للدهن كجزء من الممارسات الدينية في المسيحية، وعلاجًا أشير إليه في الإسلام.
تطورت زراعة الزيتون في المنطقة المحيطة بمدينة نابلس بين 1700 و1900 لتصبح مركزاً رئيساً للإنتاج، وقد استخدم الزيت المستخرج كبديل للنقود؛ حيث خزن الزيت في آبار عميقة في المدينة والقرى المجاورة لها ليستخدم كوسيلة للدفع بين التجار. ازداد استخدام الزيتون كبديل للنقود بحلول القرن التاسع عشر فبلغت مساحة البساتين المزروعة بالزيتون في فلسطين التاريخية حوالي 475,000 دونم (قرابة 47,500 هكتار أو 112,000 فدان)، وذلك في سنة 1914.
أصبح تصدير زيت الزيتون المستخرج من زيتون البساتين المحيطة بنابلس في أواخر العهد العثماني قبل الحرب العالمية الأولى صعباً بسبب حموضة الزيت العالية التي تسبب انخفاضاً في الجودة، وأيضاً بسبب فترة الصلاحية المنخفضة وارتفاع الأسعار. تبع هذا الانخفاض مضاعفةٌ للإنتاج خلال الثمانية وعشرين سنة التي قضتها فلسطين تحت سلطة الانتداب البريطاني.

## الإنتاج

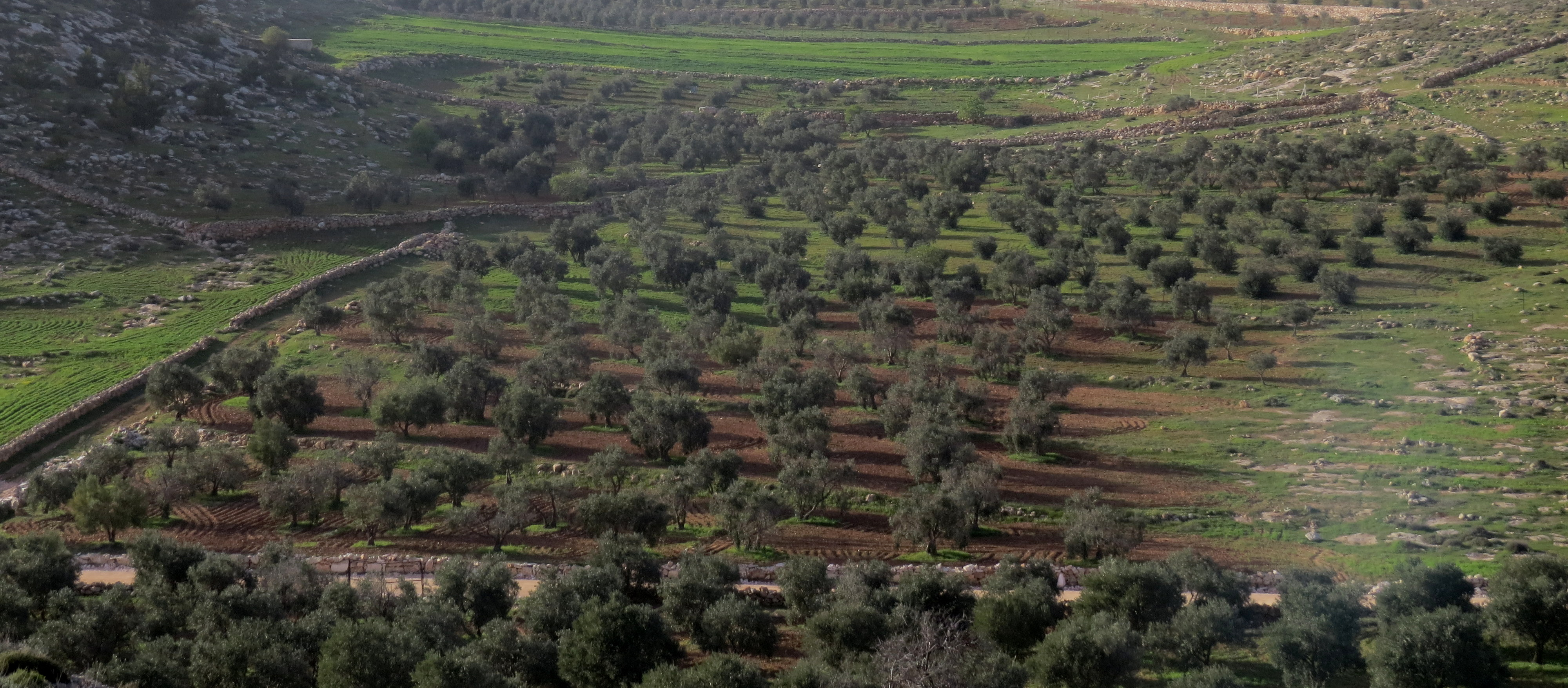
حقول الزيتون في بلدة السموع

الغالبية العظمى من عصر الزيتون يتم في الضفة الغربية في قرى محافظة جنين حيث تقع معظم معاصر الزيتون. وفي عام 2014 بلغ عددها في الضفة الغربية 284 معصرة.
يُستهلك زيت الزيتون المنتج في فلسطين في المقام الأول محليا. ويختلف الإنتاج من سنة لأخرى حسب الدورة الطبيعية لشجرة الزيتون وهذا يُحدث تقلبات كبيرة في الإنتاج، ولكن في المتوسط كان هناك زيادة بحوالي 4000 طن من زيت الزيتون المنتج سنويًا. ومن المرجح أن إسرائيل هي السوق الأكبر للمنتج على الرغم من عدم جمع البيانات ويتم تصدير الباقي إلى أوروبا وأمريكا الشمالية ودول الخليج. وحسب تقديرات «المجلس الدولي للزيتون» فإن متوسط إنتاج زيت الزيتون الفلسطيني هو 22000 طن سنويا وتم تصدير 6500 طن لموسم 2014/15.
| إحصاءات معاصر الزيتون الفلسطينية، 2014 | إحصاءات معاصر الزيتون الفلسطينية، 2014 | إحصاءات معاصر الزيتون الفلسطينية، 2014 | إحصاءات معاصر الزيتون الفلسطينية، 2014 |
| الموقع                                 | إجمالي الزيتون / طن                    | العصر الكلي لزيت الزيتون / طن          | إجماليالقيمة المضافة / مليون دولار     |
| -------------------------------------- | -------------------------------------- | -------------------------------------- | -------------------------------------- |
| فلسطين                                 | 108379.1                               | 24758.2                                | 10.9                                   |
| الضفة الغربية                          | 88356.4                                | 21241.5                                | 9.1                                    |
| قطاع غزة                               | 20022.6                                | 3517.0                                 | 1.8                                    |

## أصناف الزيتون

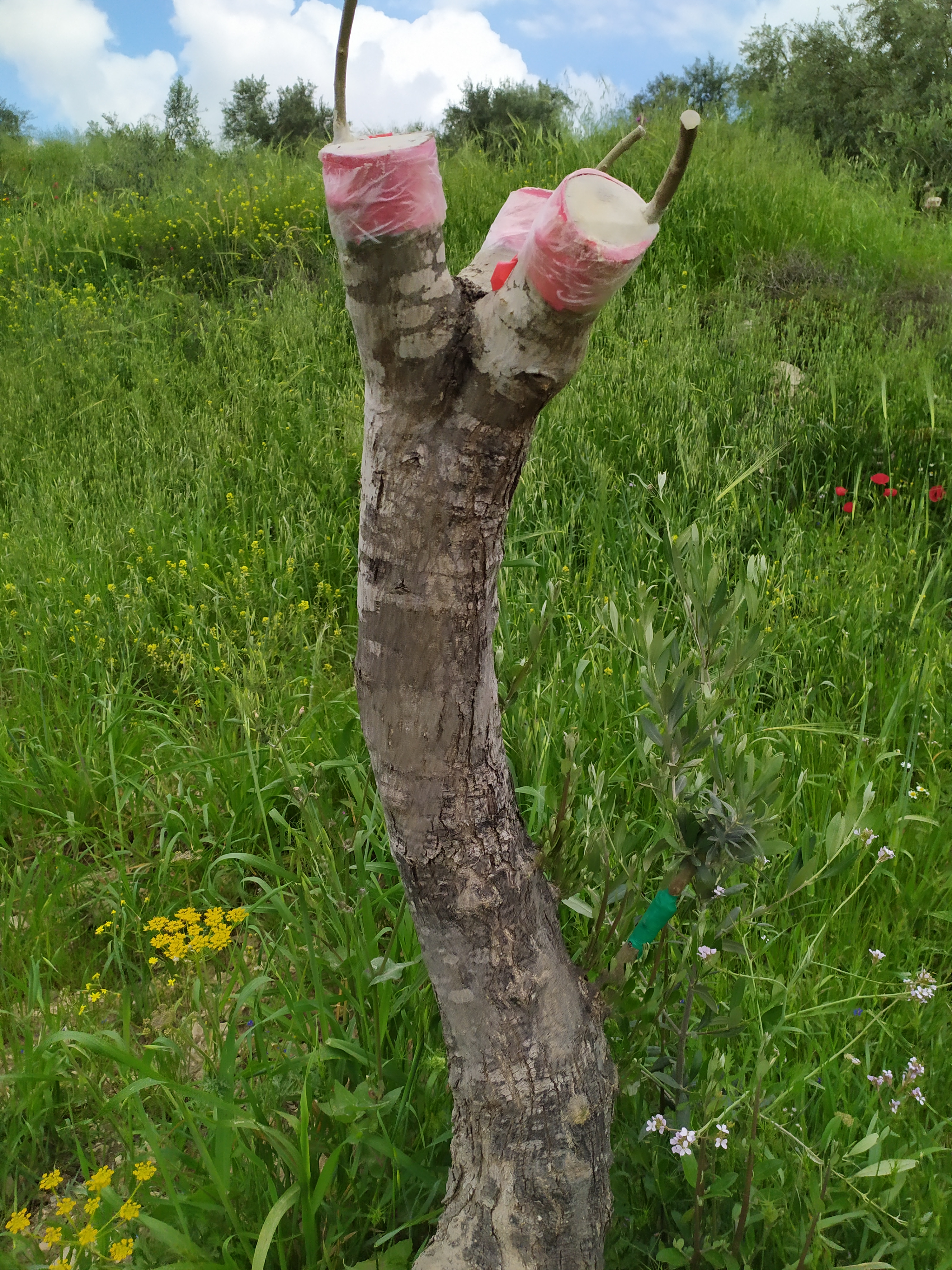
تطعيم أشجار الزيتون بالقلم للحصول على صنف جيد

تنتشر في فلسطين أصناف عديدة من أنواع الزيتون، من أصناف الزيتون الرئيسية المستخدمة في الأراضي الفلسطينية هي : شملالي، جيع، منزلينو، نبالي بلدي، نبالي محسن، شامي، سوري. وقد أظهرت دراسة بأن النبالي البلدي والنبالي المحسن السوري هي أصناف أشجار الزيتون المتنامية في الضفة الغربية.
- سوري: من الأصناف المحلية، ويوجد في مختلف المناطق الجبلية والمنخفضة الدافئة، وهو يتميز بإنتاجه الوفير من الثمار.

- النبالي: صنف محلي ينسب إلى بلدة "بيرنبالا" في منطقة القدس، أو إلى مدينة نابلس التي كانت تسمى نيوبولس. وتنتشر العديد من السلالات التي تشبهه -كما هو الحال في الصنف السوري- في مناطق مختلفة.

- المليسي: صنف محلي، ينتشر في عدة مناطق من فلسطين، ويعتبر من الأصناف التي تناسب المناطق الحارة.

- النبالي المحسن: من الأصناف المنتشرة في فلسطين، وخاصة في مناطق الخليل وبيت لحم، ويعتقد أن هذا الصنف أصله من خارج البلاد، يستخدم لإنتاج الزيت.[19][20]

## الثقافة
تعتبر أشجار الزيتون  عنصرا رئيسيا في الحياة الزراعية الفلسطينية التقليدية، حيث يوجد عدة أجيال من العائلات والتي تقطف الزيتون معاً  لمدة شهرين اعتبارا من منتصف سبتمبر. وكثيرا ما يرتبط موسم الحصاد مع احتفال هذه الأسر حيث تُنظَّم تلك الاحتفالات  مع الموسيقى الشعبية التقليدية الفلسطينية والرقص.
موسم قطف الزيتون في فلسطين
- يبدأ موسم قطف الزيتون من بداية شهر تشرين أول حتى أواخر كانون.

- يشارك فيه جميع أفراد الأسرة، حيث تقوم أحيانا وزارة التربية والتعليم والجامعات بإعطاء الطلاب إجازات خاصة لمشاركة أهاليهم في القطف.[22]

- يشارك اهل القرى جميعا في عملية القطف وتسمى العونة اي العمل التطوعي.

- يفضل قطف الزيتون بعد أن يتم الشتاء عليه لغسله من الأوساخ ولزيادة كمية الزيت بالانتاج.[23]

- تختلف عادات الأسرة الفلسطينية أثناء موسم قطف الزيتون في كثير من الأمور وخاصة فيما يتعلق بتحضير الطعام، حيث تعتمد العائلة على الوجبات الخفيفة والمعلبات لإنشغال النساء في القطف وعدم قدرتهن على إعداد الطعام كباقي أيام السنة.[24]

## أهمية شجرة الزيتون في حياة الإنسان الفلسطيني
- يرتبط المواطن الفلسطيني ارتباطا وثيقا بشجرة الزيتون، كونها ترمز إلى تجذره في أرضه، وإلى السلام والأمن.

- يعتبر الزيتون في فلسطين أحد الركائز الاقتصادية كما يشكل عنصراً من عناصر الأمن الغذائي للفلسطينيين، حيث تشكل الأراضي المزروعة بهذه الشجرة المباركة ما نسبته 50% من الأراضي الفلسطينية الزراعية.[25][26]

## معرض صور

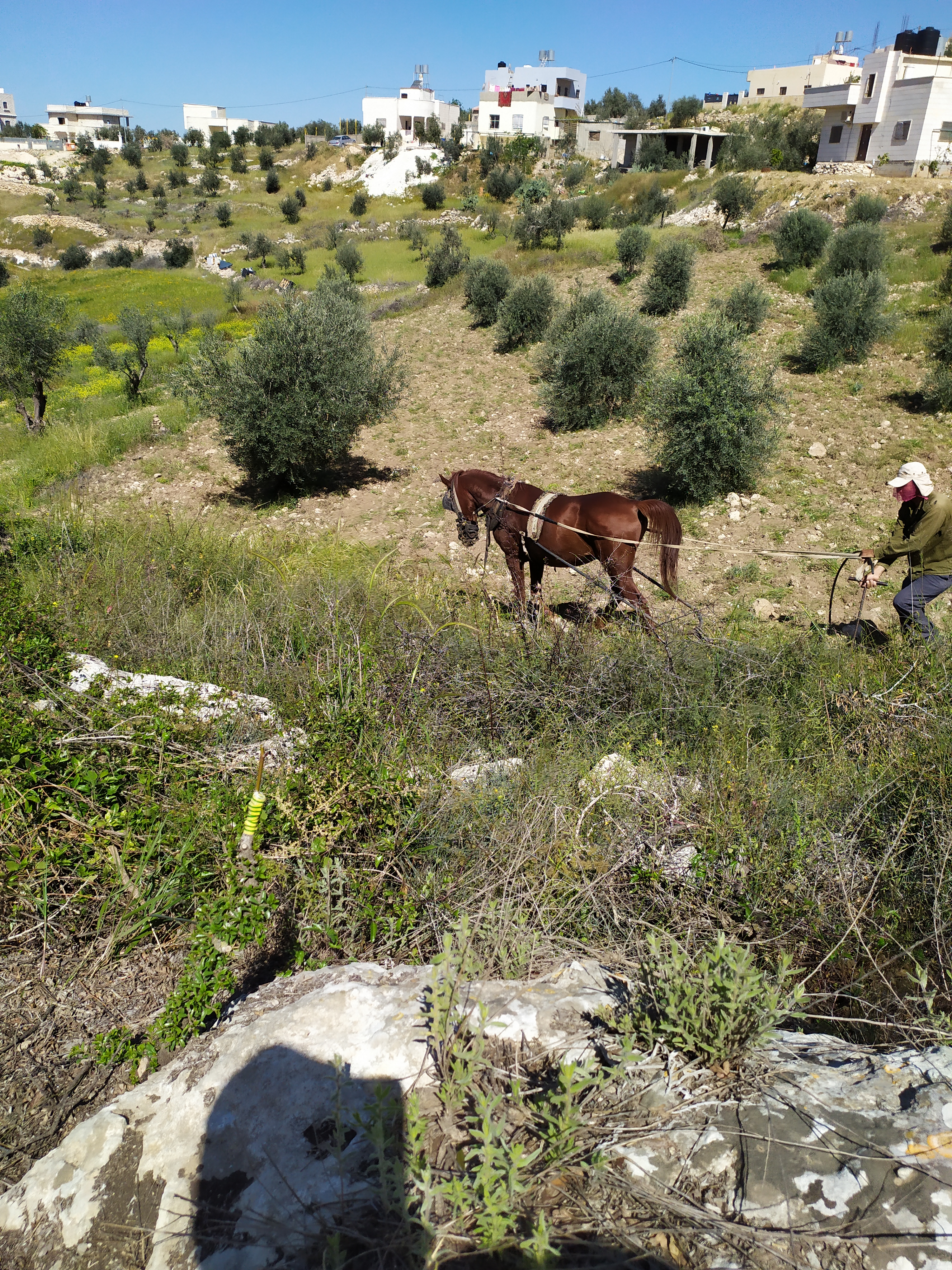
حراثة أشجار الزيتون جنوب الضفة الغربية
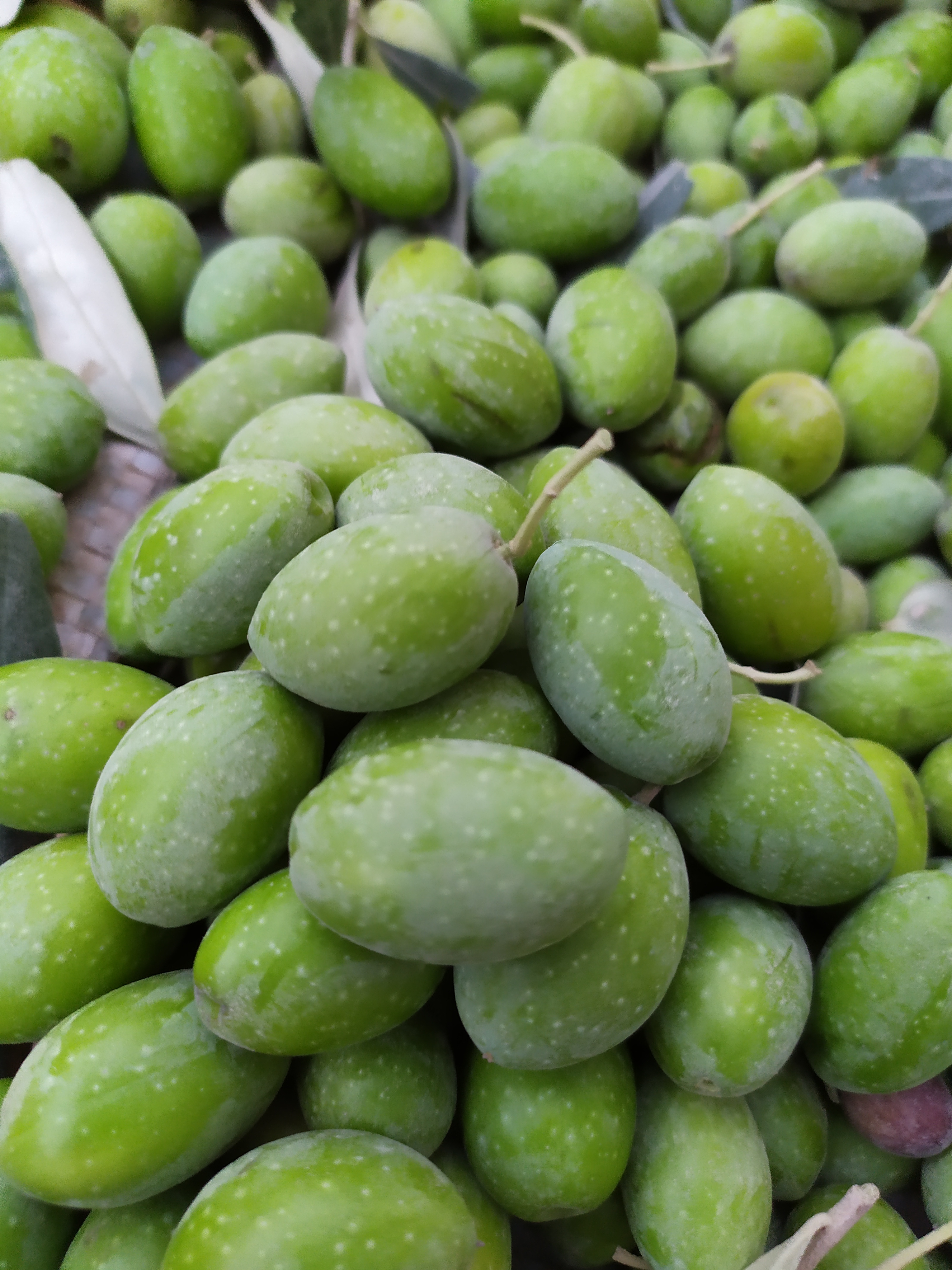
زيتون نبالي بلدي أخصر معد للكبيس، جنوب الضفة الغربية، يطلق عليه في بعض المناطق بفلسطين إسم زيتون رومي
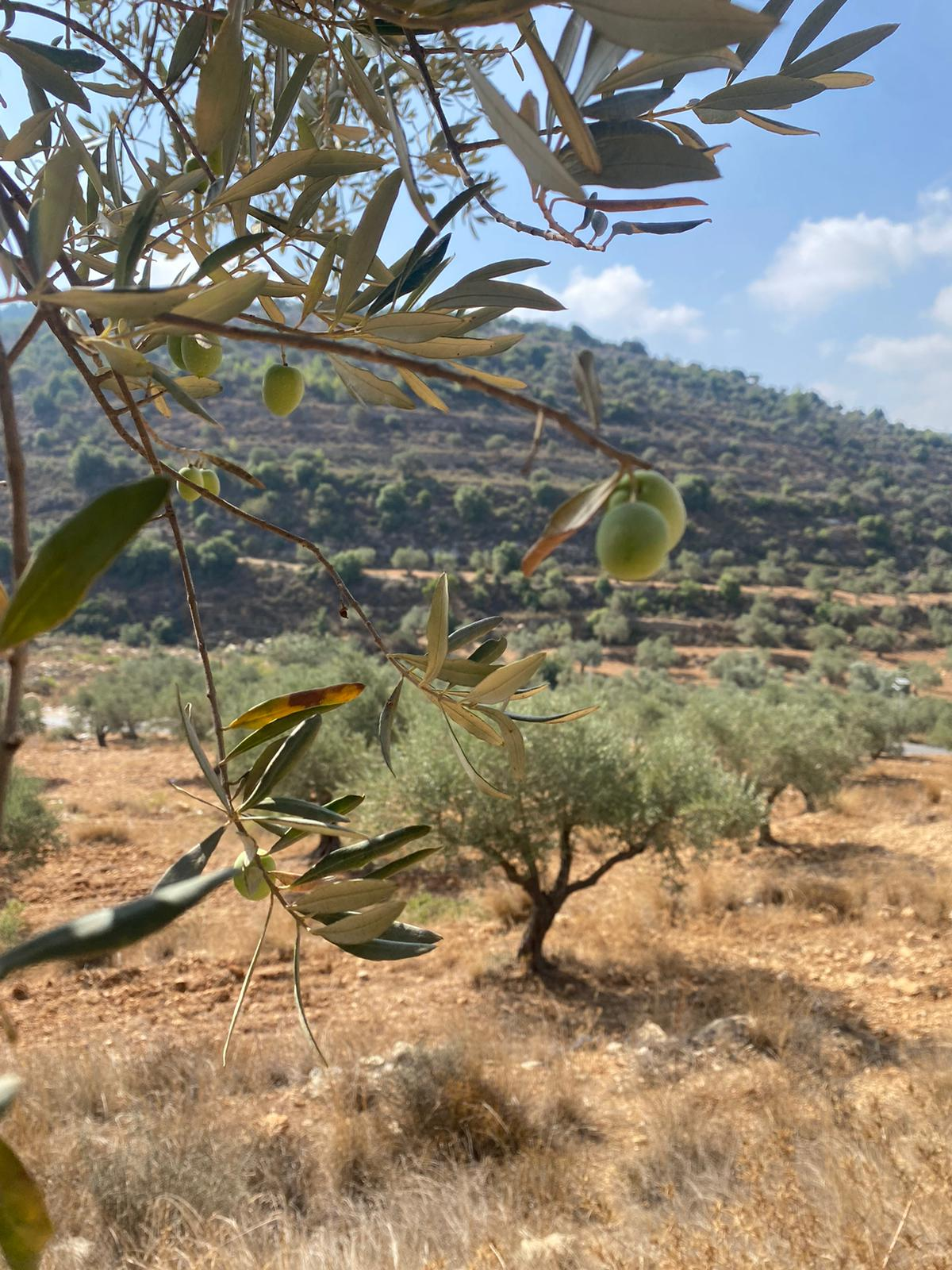
شجرة الزيتون هي رمز للثبات والقوة في ثقافة وتاريخ فلسطين. تعتبر الزيتونة جزءًا أساسيًا من المناظر الطبيعية في البلاد، حيث تتوزع بشكل واسع على طول التلال والوديان
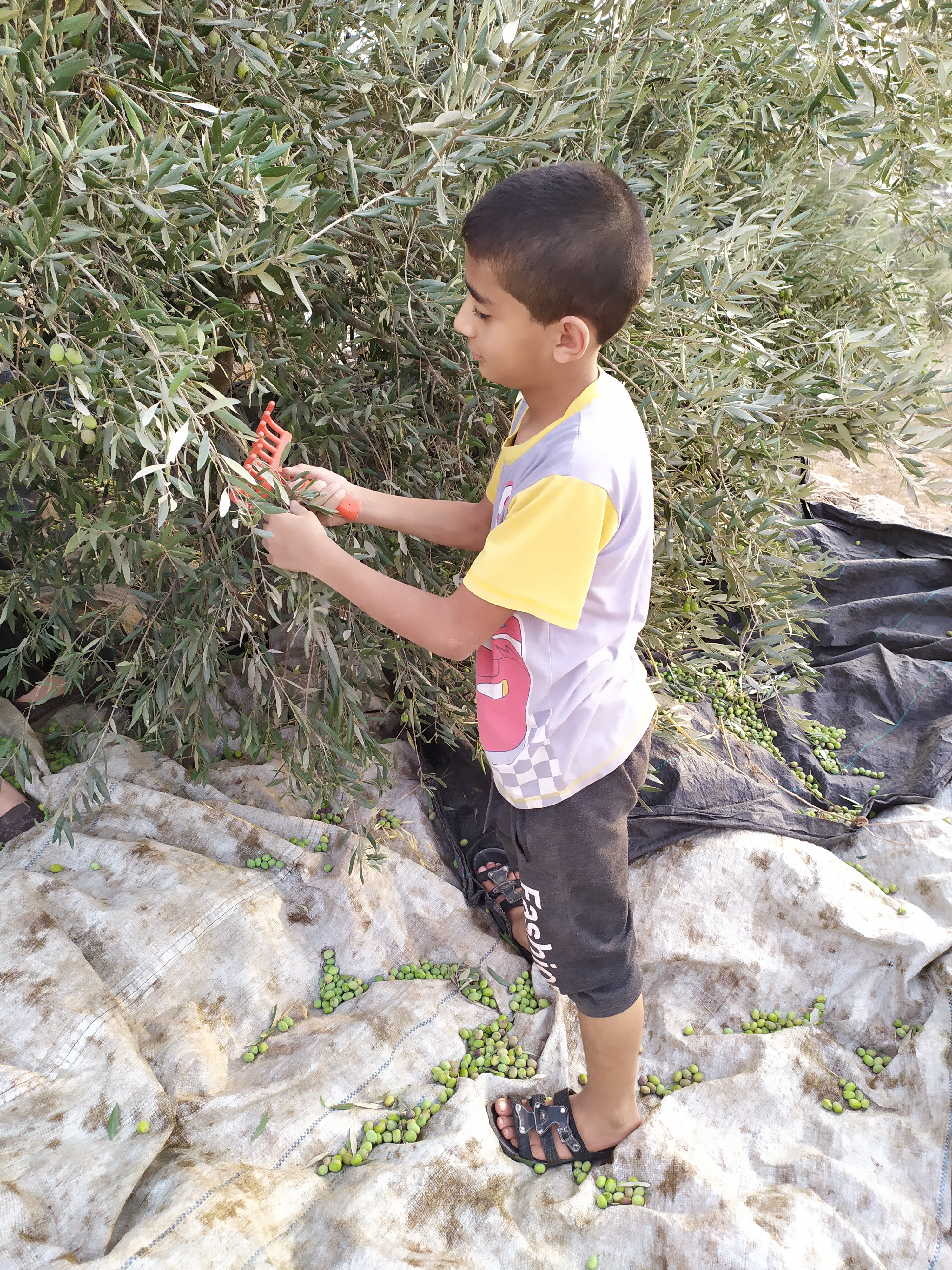
قطف ثمار أشجار الزيتون غرب مدينة دورا بمحافظة الخليل
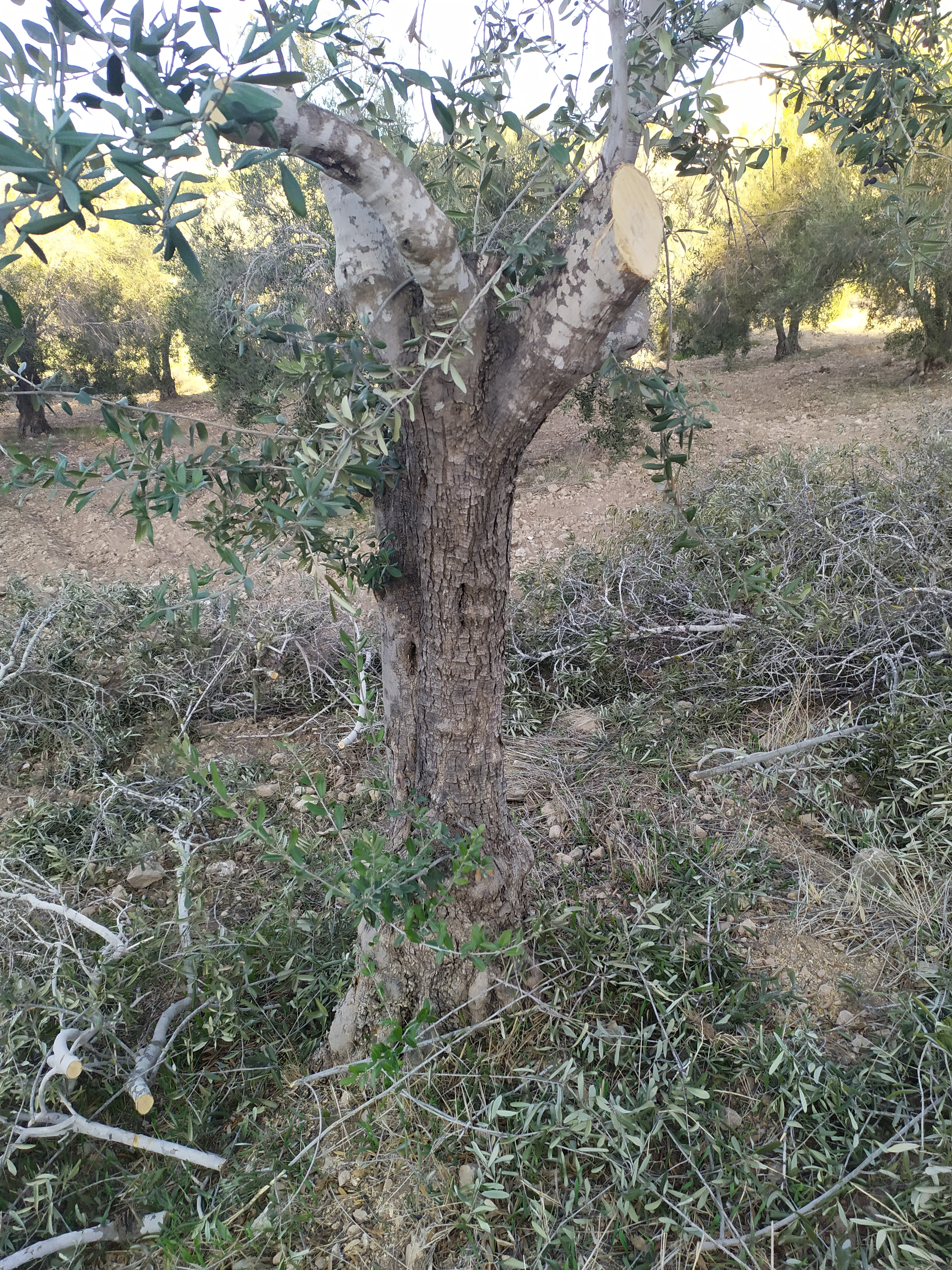
تقليم تجديد أشجار الزيتون الكبيرة
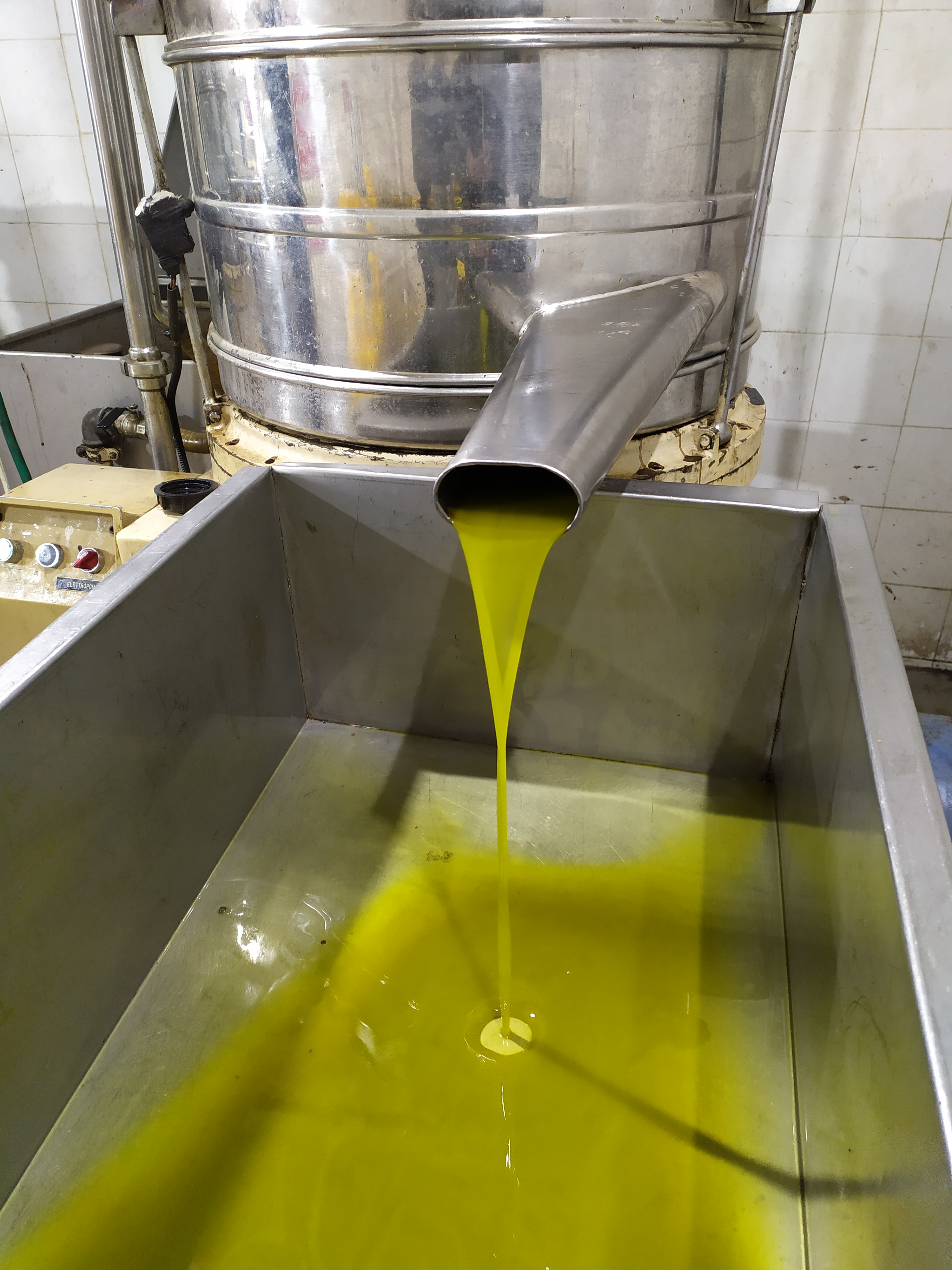
زيت زيتون فلسطيني